# جيمس ألين (مهندس)
جيمس ألين (بالإنجليزية: James Allen)‏ هو مهندس أمريكي، ولد في 15 فبراير 1806، وتوفي في 23 أغسطس 1846.